# Линдхольм, Олли
О́лли И́лари Ли́ндхольм (фин. Olli Ilari Lindholm; 19 марта 1964, Пори — 12 февраля 2019, Тампере, Финляндия) — популярный финский музыкант и исполнитель, солист группы Yö.

## Биография
Родился 19 марта 1964 года в Пори, однако в детстве провел немало времени со своей семьей в Помаркку.
В 1981 году основал рок-группу Yö, которая быстро завоевала популярность (дебютный альбом группы — «Varietee» стал золотым — было продано более 80 тысяч копий).
Исполнил ряд хитов, среди которых — Joutsenlaulu («Лебединая песня»), Ihmisen poika («Сын человеческий»), Rakkaus on lumivalkoinen («Белоснежная любовь») и ряд других.
В последние годы был известен благодаря проекту «Голос», в финской версии которого певец участвовал как один из судей.
Скончался 12 февраля 2019 года в Тампере и был похоронен 16 марта в семейном захоронении в муниципалитете Помаркку. От первого брака у певца осталось двое детей.